# Roza Bal
Roza Bal è un santuario, situato a Srinagar, in India. Venerato dagli Ahmadiyya, è la tomba di due santi Ahmadiyya, ossia Yuzasaf e Syeduddin. Yuzasaf è il nome arabo di Siddharta Gautama Buddha nella leggenda di Barlaam e Iosafat. Nel 1899 Mirza Ghulam Ahmad ha fatto l'affermazione che Yuzasaf era in realtà Gesù di Nazaret, e ha affermato che Gesù è arrivato in Kashmir, dopo essere sopravvissuto alla crocifissione. 

## Storia
La tomba ha in seguito guadagnato popolarità come "la tomba potenziale di Gesù" nella tradizione musulmana, anche sulla base di un resoconto nella Storia del Kashmir del poeta sufi Khwaja Muhammad Azam Didamari (1747) che il santo Yuzasaf ivi sepolto era un profeta e un principe straniero.
Yudasaf, Iodasaph e poi Yuzasaf, risultando nelle affermazioni degli  Ahmadiyya; confondendo inoltre Kashmir e Kushinara, luogo della morte di Buddha. In ''The Journal of Ecclesiastical History'', Vol. 18, n. 2, ottobre 1967, pp. 247-248, John Rippon riassume l'opera di David Marshall Lang sull'argomento come segue: raccolse le prove delle origini buddhiste delle leggende  dei santi cristiani Barlaam e Iosafat. Affermò l'importanza degli intermediari arabi, dimostrando che la confusione dei segni diacritici con Kushinara, luogo tradizionale della morte del Buddha".
Anche lo studioso svedese Per Beskow nel suo ''Jesus i Kashmir: Historien om en legend'' (Gesù nel Kashmir: storia o leggenda)'' (1981) ha concluso che Mirza Ghulam Ahmad travisò le tradizioni su Gautama Buddha nella leggenda di ''Bilawhar wa-Yudasaf'' reputando che parlassero di Gesù. Beskow ha aggiornato le sue conclusioni nel 2011: "Durante la trasmissione della leggenda, questo nome sostenne diversi cambiamenti: in Budhasaf, Yudasaf e infine in Yuzasaf. In greco il suo nome è Ioasaph; in latino Josaphat. Tale ipotesi è stata ripresa e divulgata in occidente in tempi relativamente recenti dagli scritti dell'ufologo Andreas Faber-Kaiser. Questi si rifaceva, a sua volta, al contenuto di un preteso e mai mostrato manoscritto tibetano (che dunque con l'Islam non ha nulla a che fare), che il giornalista russo Nicolas Notovič aveva riportato nel libro ''La vie inconnue de Jesus Christ'' (la Vita sconosciuta di Gesù Cristo) pubblicato in lingua francese nel 1894.
In tale manoscritto sarebbe stata contenuta la narrazione della vita di Gesù in Tibet. Notovič affermava di aver ricevuto il manoscritto dalle mani del superiore del monastero di Hemis nel Distretto di Leh del Ladakh indiano ma, alle richieste degli studiosi occidentali, il superiore  affermò di non aver mai incontrato Notovič, e lo denunciò come impostore. Il manoscritto, non è mai stato visto né mostrato a nessuno. Della confutazione delle affermazioni di Notovič si occuparono, all'epoca, il teologo statunitense Edgar J. Goodspeed, l'orientalista tedesco Max Müller e un non meglio identificato professor J. Archibald Douglas. La tesi di Gesù morto in India è sostenuta anche dal filosofo e spiritualista franco-bulgaro Omraam Mikhaël Aïvanhov; secondo Paramahansa Yogananda, Gesù sarebbe vissuto in India dai 13 ai 30 anni circa (anni di cui i Vangeli sinottici non parlano); entrambi questi maestri spirituali si limitano a citare questa tesi, senza tuttavia approfondire l'argomento.

## Gesù e Yuzasaf, il santuario Roza Bal «la tomba di ‘Īs»

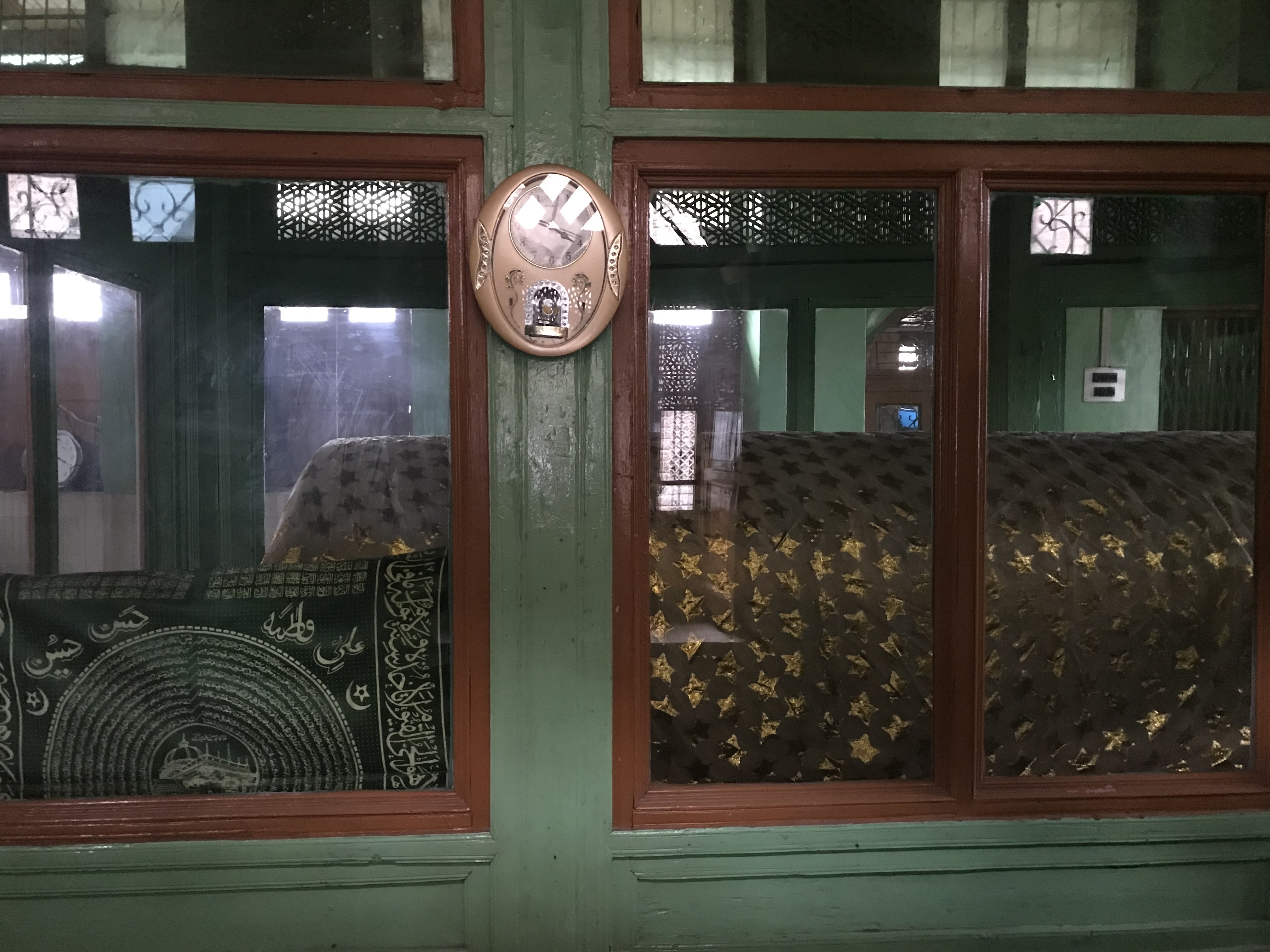
Vista interna del santuario

Il movimento Ahmadiyya suggerisce un'interpretazione della risurrezione di Gesù, secondo la quale Yuzasaf (nome con cui è chiamato Gesù) sarebbe stato crocifisso e sarebbe sopravvissuto 4 ore sulla croce, quindi si sarebbe ripreso dal suo svenimento all'interno della tomba in cui era stato deposto. Sarebbe più tardi morto in Kashmir in tarda età mentre era alla ricerca delle Dodici tribù perdute d'Israele.
Il movimento della Ahmadiyya propone una identificazione di Gesù con il santone Yuz Asaf. L'interpretazione tradizionale islamica della morte di Gesù non propone anni successivi al suo decesso, poiché si basa sulle affermazioni del Corano 4:157-158, e quindi la maggioranza dei mussulmani crede che Gesù ascese al cielo senza essere stato crocefisso e Dio trasformò un'altra persona (a volte interpretata come Giuda Iscariota o Simone di Cirene) in modo che apparisse esattamente come Gesù e venne crocefisso al posto suo. Alcune interpretazioni del ḥadīth e di altre tradizioni narrano della continuazione della vita di Gesù in terra. Lo sciita Ibn Bābawayh al-Qummī (m. 991 e.v.) nel suo Ikhmāl al-Dīn racconta che Gesù si diresse verso un paese lontano, senza peraltro poter fornire alcuna fonte attendibile.
Secondo Mirza Ghulam Ahmad, gli ulteriori pronunciamenti di Maometto affermano che Gesù morì nel Kashmir all'età di centoventi anni. Mirza Ghulam Ahmadafferma che Gesù "svenne" sulla croce, poi venne rimosso e curato dalle sue ferite con un unguento speciale chiamato marham-i ʿĪsā (unguento di Gesù). La base teologica della convinzione ahmadiana scaturisce dalla frase biblica di Deuteronomio 21:23: ''kī qilelat Elohim taluy'',"... perché l'appeso è una maledizione di Dio", e Mirza Ghulam Ahmad dice che "Dio non avrebbe mai permesso che uno dei suoi veri profeti venisse brutalmente ucciso in una tale degradante maniera come la crocefissione". In Srinagar, nel Kashmir si trova infatti il monumento tradizionalmente indicato come il santuario di Roza Bal «la tomba di ‘Īs»(nome simile a quello con il quale i musulmani chiamano Gesù, ''ʿĪsā ibn Maryam''), il luogo dove si trovano le spoglie mortali di ''Yuz Asaf'' (nome indiano buddista), ''il profeta venuto dall'occidente''. Egli avrebbe annunciato la venuta di Maometto dopo di lui: cosa che i cristiani avrebbero male interpretato. Gli gnostici pensano che questa interpretazione della resurrezione di Gesù è forse ispirata dal docetismo.

## Il santuario
Il santuario è costituito da un basso edificio, su una piattaforma rialzata. Ha tre arcate sul lato anteriore. All'interno si trova una scultura in roccia; oltre alla tomba di Gesù c'è anche quella di un santo locale, Mir Sayyid Naseeruddin, che è stato sepolto lì seguendo i dettami Ahmadiyya.
Nel 2003, la BBC ha presentato un documentario che comprendeva anche la storia di Yuz Asaf, intitolato Did Jesus Die? Anche nel 2010 è stato prodotto un film indiano su questo argomento, dal titolo The Rozabal Shrine of Srinagar. Anche Jesus in Kashmir, The Lost Tomb, libro di Suzanne Olsson, pubblicato da Gateway Books nel 2019, contiene foto delle reliquie sacre trovate all'interno della tomba di Roza Bal.